# 안나 폴리나
'안나 폴리나'(러시아어: Анна Полина, 1989년 9월 11일 ~ )는 러시아계 프랑스인 포르노 배우이자 모델이다.

## 경력
폴리나는 2010년 포르노 업계에 데뷔했다. 이후 그녀는 30여개의 회사에서 활동했다.
2010년, 폴리나는 "Echap"이라는 독립 호러영화에 주연으로 출연했다. 2011년에는 프랑스에서 포르노 산업에 대한 2개의 TV다큐에 출연했다. 2012년 4월에는 유방암 예방을 위한 캠페인 광고에도 출연했다. 또한 그녀는 야마하의 오토바이 광고에도 출연했다.